# Campeonato Mundial de Halterofilia de 1910
En 1910 se celebraron dos ediciones del Campeonato Mundial de Halterofilia.

## Torneo 1
El XIII Campeonato Mundial de Halterofilia se celebró en Düsseldorf (Alemania) entre el 4 y el 6 de junio de 1910 bajo la organización de la Federación Internacional de Halterofilia (IWF) y la Federación Alemana de Halterofilia.
En el evento participaron 57 halterófilos de 5 federaciones nacionales afiliadas a la IWF.

### Medallistas
| Evento | Oro                    | Plata                    | Bronce                   |
| ------ | ---------------------- | ------------------------ | ------------------------ |
| 60 kg  | Emil Kliment Austria   | Alfred Anschütz Alemania | Franz Schmitz Alemania   |
| 70 kg  | Eugen Ruhland Alemania | Karl Swoboda Austria     | Josef Schwabl Austria    |
| 80 kg  | Hans Abraham Alemania  | Karl Ackermann Alemania  | Rudolf Oswald Austria    |
| +80 kg | Josef Grafl Austria    | Heinrich Rondi Alemania  | Berthold Tandler Austria |

- (*) – Fuerza (kg) + arrancada (kg) + dos tiempos (kg) = TOTAL (kg)

## Torneo 2
El XIV Campeonato Mundial de Halterofilia se celebró en Viena (Austria) entre el 9 y el 10 de octubre de 1910 bajo la organización de la Federación Internacional de Halterofilia (IWF) y la Federación Austríaca de Halterofilia.
En el evento participaron 15 halterófilos de 2 federaciones nacionales afiliadas a la IWF.

### Medallistas
| Evento | Oro                          | Plata                | Bronce                   |
| ------ | ---------------------------- | -------------------- | ------------------------ |
| -80 kg | Leopold Hennermüller Austria | Johann Eibel Austria | Leopold Bartasek Austria |
| +80 kg | Josef Grafl Austria          | Karl Swoboda Austria | Berthold Tandler Austria |

## Medallero total
| Núm. | País     | Oro | Plata | Bronce | Total |
| ---- | -------- | --- | ----- | ------ | ----- |
| 1    | Austria  | 4   | 3     | 5      | 12    |
| 2    | Alemania | 2   | 3     | 1      | 6     |
|      | TOTAL    | 6   | 6     | 6      | 18    |